# 晏良遂
晏良遂（1909年—1996年），男，湖南浏阳人，中国病理解剖学家，曾任中国人民解放军第三军医大学教授、博士生导师。